# Högbackstjärnen, Ångermanland
Högbackstjärnen är en sjö i Örnsköldsviks kommun i Ångermanland och ingår i Moälvens huvudavrinningsområde.